# 水原科学大学
水原科学大学（スウォンかがくだいがく、英語名：Suwon Science College、韓国語：수원과학대학교）は、大韓民国・京畿道・華城市にある私立専門大学（短期大学）である。

## 沿革
- 1977年 - 水原工業専門学校の設立認可が下りる。
- 1978年 - 水原工業専門学校が開校。
- 1979年 - 水原工業専門大学に昇格。
- 1989年 - 水原専門大学に改称。
- 1998年 - 現在の水原科学大学に校名改称。

## 設置学科
- 三年制学科 
  - 建築科、建築設備消防科、室内建築デザイン科、コンピューター情報科、公演演技科、歯衛生科、看護科
- 二年制学科
  - 機械科、自動車科、新素材応用科、電気科、電子科、情報通信科、産業経営科、社会福祉科、建設システム科、環境保健科、産業デザイン科、証券金融科、航空観光科、観光英語科、ビューティーコーディネーション科、秘書行政科、児童保育科、観光中国語科、国際経営科、税務会計情報科、観光日本語科、音楽系列、生活体育系列、ホテル調理・製パン系列
- その他
  - 教養科

## 関連学校
- 水原大学校